# Mary Wiseman

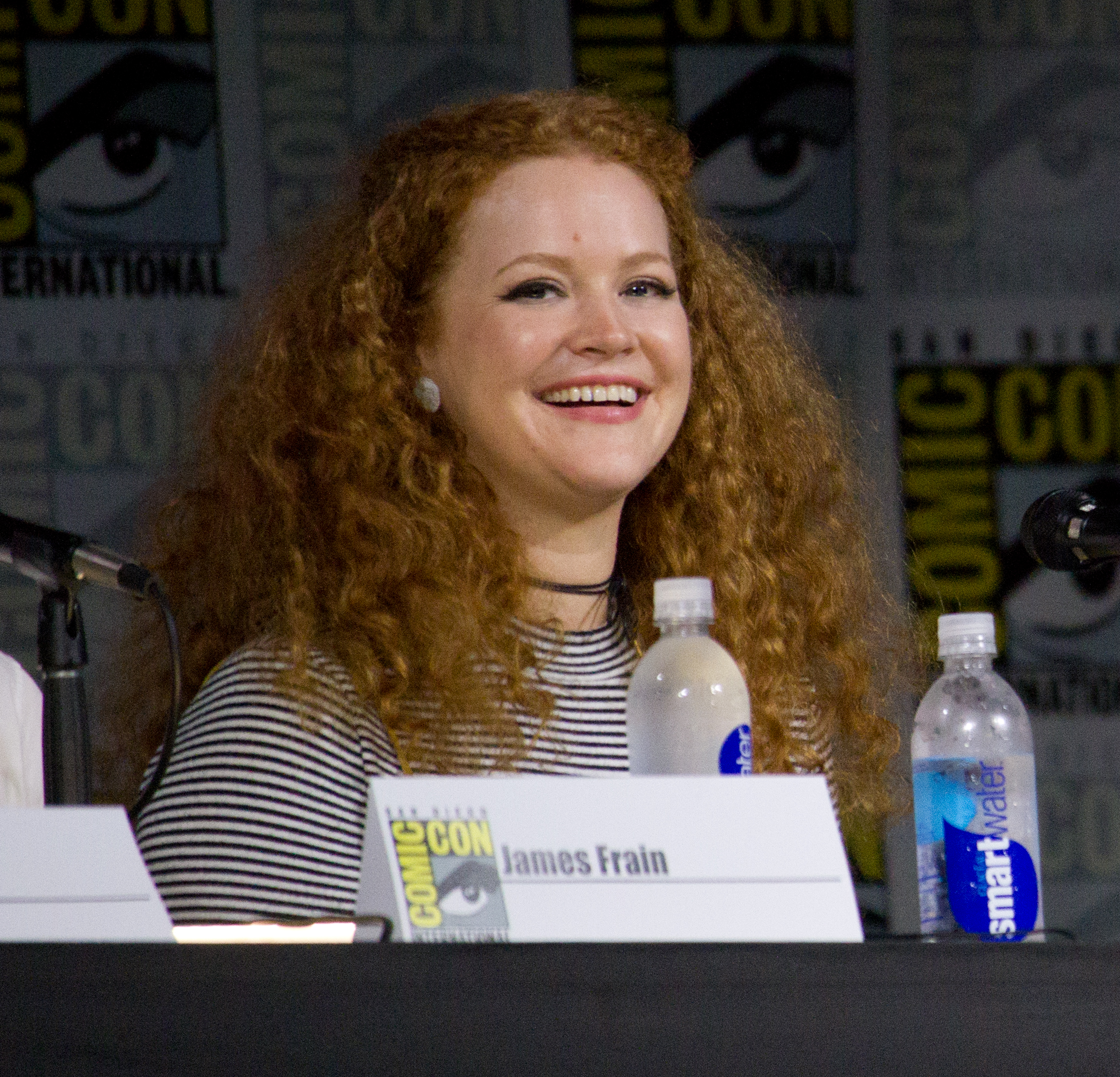
Wiseman 2017 auf der San Diego Comic-Con

Mary Wiseman (* 30. Juli 1985) ist eine amerikanische Schauspielerin.

## Leben
Wiseman wuchs in Gaithersburg, Maryland auf und besuchte das Highschool-Outreach-Programm des DC Shakespeare Theatre. Sie erwarb ihren Bachelor of Fine Arts in Theaterwissenschaften an der Boston University und studierte an der Juilliard School.
Wisemans Bühnenrollen beinhalteten Nitzan Halperins Sow and Weep (2008, Hochschule für bildende Künste der Boston University in New York), Ariel Carsons I Wanted it to Have a How & I Wanted it to Have a Verb (2011, Dixon Place) und die Rolle der Betsy / Lindsay in Bruce Norris’ Clybourne Park (2013, Chautauqua Theatre Company).
Nach ersten kleinen Fernsehrollen spielte sie 2017 bis 2024 die Rolle von Kadett Sylvia Tilly in der Serie Star Trek: Discovery. Wiseman war von 2019 bis 2023 mit Noah Averbach-Katz verheiratet, der in Star Trek: Discovery die Rolle des andorianischen Rebellenanführers und ehemaligen Sklaven Ryn spielt, und lebt in New York City.

## Filmografie (Auswahl)
- 2012: Craft & Burn (Fernsehserie, 2 Folgen)
- 2014: Three Dates (Kurzfilm)
- 2016: The Characters (Fernsehserie, Folge 1x02)
- 2016: Difficult People (Fernsehserie, Folge 2x10)
- 2016–2017: Longmire (Fernsehserie, 7 Folgen)
- 2017–2018: Baskets (Fernsehserie, 3 Folgen)
- 2017–2024: Star Trek: Discovery (Fernsehserie)
- 2018: Star Trek: Short Treks (Fernsehserie, 1 Folge)
- 2025: The Residence (Fernsehserie, 8 Folgen)